# 비토리아 FC
비토리아 FC(Vitória Futebol Clube)는 포르투갈의 축구 클럽으로 세투발에 연고를 두고 있다. 비토리아 FC는 비토리아 드 세투발(Vitória de Setúbal) 또는 간단히 비토리아 세투발로 더 잘 알려져 있다. 이는 기마랑이스를 연고로 삼고 있는 비토리아 SC와의 혼동을 피하기 위함인데 비토리아 SC는 비토리아 드 기마랑이스로 불린다.
비토리아 세투발은 2007-08시즌을 포함하여 포르투갈 리가에서 60시즌을 보냈다. 또한 리가 드 온하에서는 5시즌을 보냈고, 1990년에 리가 드 온하가 생기기 전에 2부 리그였던 현재의 3부 리그인 포르투갈 2부 리그에서 9시즌을 보냈다.

## 선수 명단

### 현역
2015-16 기준

참고: FIFA 자격 규정에 따라 소속된 국가대표팀 국기를 표시합니다. 선수는 복수의 FIFA 비회원국 국적을 가지고 있을 수 있습니다.
| 번호 | 포지션 | 국적             | 이름                               |
| ---- | ------ | ---------------- | ---------------------------------- |
| 1    | GK     |                  | 루카스 레더                        |
| 3    | DF     | 포르투갈         | 프레데리코 베난시오 (주장)         |
| 6    | MF     | 포르투갈         | 파비오 파체코                      |
| 7    | MF     |                  | 울리세스 다빌라 (첼시 FC에서 임대) |
| 8    | MF     | 포르투갈         | 파울로 타파레스                    |
| 11   | FW     | 포르투갈         | 주앙 코스티냐                      |
| 12   | GK     | 포르투갈         | 미겔 라자로                        |
| 16   | MF     | 포르투갈         | 티아고 테로소                      |
| 18   | FW     | 포르투갈         | 안드레 클라로                      |
| 19   | FW     | 콩고 민주 공화국 | 아르놀드 이소코                    |
| 20   | DF     | 크로아티아       | 토니 고루페츠                      |
| 21   | DF     | 포르투갈         | 누노 핀토                          |

| 번호 | 포지션 | 국적       | 이름                               |
| ---- | ------ | ---------- | ---------------------------------- |
| 22   | DF     |            | 윌리엄 알베스                      |
| 23   | FW     | 포르투갈   | 바스코 코스타                      |
| 25   | GK     |            | 디에고                             |
| 28   | DF     | 카보베르데 | 크리스티안 티소네                  |
| 35   | DF     | 포르투갈   | 루벤 세메도 (스포르팅 CP에서 임대) |
| 40   | DF     | 세네갈     | 프랑수아                           |
| 42   | MF     |            | 알렉스 카르도소                    |
| 44   | DF     | 포르투갈   | 미겔 로렌초                        |
| 66   | MF     | 포르투갈   | 다니                               |
| 77   | MF     | 포르투갈   | 안드레 호르타                      |
| 82   | GK     | 포르투갈   | 히카르두 누네스                    |
| 90   | DF     | 포르투갈   | 루카                               |

## 역대 감독
| 감독                | 임기      |
| ------------------- | --------- |
| 주제 토헤스         | 1975      |
| 디아만티누 미란다   | 1994      |
| 조르즈 제주스       | 2000~2002 |
| 디아만티누 미란다   | 2003      |
| 카를루스 카르발랼   | 2003~2004 |
| 엘리우 소자         | 2005~2007 |
| 카를루스 카르발랼   | 2007~2008 |
| 도밍구스 파시엔시아 | 2014~2015 |

## 역대 우승 기록
- 포르투갈 리가 준우승

우승 (1): 1971-72
- 리가 드 혼라 준우승

우승 (2): 1995-96, 2003-04
- 포르투갈 컵

우승 (3): 1964-65, 1966-67, 2004-05
- 포르투갈 컵 준우승

우승 (8): 1926-27, 1942-43, 1953-54, 1961-62, 1965-66, 1967-68, 1972-73, 2005-06
- 포르투갈 리그컵

우승 (1): 2007-08
- 포르투갈 슈퍼컵 준우승

우승 (2): 2005, 2006

## 유럽 대회 성적
| 시즌    | 대회                | 라운드 |                                  | 클럽                    | 결과      |
| ------- | ------------------- | ------ | -------------------------------- | ----------------------- | --------- |
| 1967-68 | UEFA 컵위너스컵     | 32강전 | 노르웨이                         | 프레드릭스타드          | 5-1, 1-2  |
|         |                     | 16강전 | 서독                             | 바이에른 뮌헨           | 2-6, 1-1  |
| 1968-69 | 인터시티스 페어스컵 | 1회전  | 북아일랜드                       | 린필드                  | 3-0, 3-1  |
|         |                     | 2회전  | 프랑스                           | 올랭피크 리옹           | 5-0, 2-1  |
|         |                     | 3회전  | 이탈리아                         | 피오렌티나              | 3-0, 1-2  |
|         |                     | 8강전  | 잉글랜드                         | 뉴캐슬 유나이티드       | 1-5, 3-1  |
| 1969-70 | 인터시티스 페어스컵 | 1회전  | 루마니아                         | 라피드 부쿠레슈티       | 3-1, 4-1  |
|         |                     | 2회전  | 잉글랜드                         | 리버풀                  | 1-0, 2-3  |
|         |                     | 3회전  | 서독                             | 헤르타 베를린           | 1-1, 0-1  |
| 1970-71 | 인터시티스 페어스컵 | 1회전  | 스위스                           | 로잔 스포츠             | 2-0, 2-1  |
|         |                     | 2회전  | 유고슬라비아 사회주의 연방공화국 | 하이두크 스플리트       | 2-0, 1-2  |
|         |                     | 3회전  | 벨기에                           | RSC 안데를레흐트        | 1-2, 3-1  |
|         |                     | 8강전  | 잉글랜드                         | 리즈 유나이티드         | 1-2, 1-1  |
| 1971-72 | UEFA컵              | 1회전  | 프랑스                           | 님 올랭피크             | 1-0, 1-2  |
|         |                     | 2회전  | 소련                             | 스파르타크 모스크바     | 0-0, 4-0  |
|         |                     | 3회전  | 루마니아                         | UT 아라드               | 0-3, 1-0  |
| 1972-73 | UEFA컵              | 1회전  | 폴란드                           | 자그웨비에 소스노비에츠 | 6-1, 0-1  |
|         |                     | 2회전  | 이탈리아                         | 피오렌티나              | 1-0, 1-2  |
|         |                     | 3회전  | 이탈리아                         | 인테르나치오날레        | 2-0, 0-1  |
|         |                     | 8강전  | 잉글랜드                         | 토트넘 홋스퍼           | 0-1, 2-1  |
| 1973-74 | UEFA컵              | 1회전  | 벨기에                           | 베이르스호트 VAV        | 2-0, 2-0  |
|         |                     | 2회전  | 벨기에                           | RWD 몰덴비크            | 1-0, 1-2  |
|         |                     | 3회전  | 잉글랜드                         | 리즈 유나이티드         | 0-1, 3-1  |
|         |                     | 8강전  | 서독                             | 슈투트가르트            | 0-1, 2-2  |
| 2008-09 | UEFA컵              | 1회전  | 네덜란드                         | 헤이렌베인              | 1-1, 예정 |

 주: 굵게 표시된 것이 홈경기이다. 